# Ian McCormack
Ian McCormack es un deportista británico que compitió en vela en la clase Flying Dutchman. Ganó una medalla de oro en el Campeonato Mundial de Flying Dutchman de 1965.

## Palmarés internacional
| Campeonato Mundial | Campeonato Mundial | Campeonato Mundial | Campeonato Mundial |
| Año                | Lugar              | Medalla            | Clase              |
| ------------------ | ------------------ | ------------------ | ------------------ |
| 1965               | Alassio (Italia)   | Medalla de oro     | Flying Dutchman    |